# Glucosa-6-fosfato isomerasa
La glucosa-6-fosfato isomerasa (EC 5.3.1.9) es una enzima, presente en gran parte de los seres vivos; cataliza la reacción reversible de glucosa-6-fosfato a fructosa-6-fosfato. En el citoplasma, forma parte de las rutas metabólicas de la glucólisis y la gluconeogénesis, y en la matriz extracelular funciona como factor neurotrófico para cierto tipo de neuronas.
La reacción es la siguiente:
|                                        |
| Glucosa-6-fosfato ⇌ Fructosa-6-fosfato |